# Noah Cyrus
Noah Lindsey Cyrus (* 8. ledna 2000) je zpěvačka a bývalá americká dětská herečka. Je také známá díky své starší sestře Miley Cyrus a svému staršímu bratrovi Trace Cyrus.

## Osobní život
V roce 2013 při příležitosti oslavy jejích 13. narozenin uspořádala sbírku pro stáje koní v New Yorku. Také se aktivně účastní protestů společnosti PETA pro ochranu zvířat.
22. listopadu 2016 vydala svojí debutovou písničku s názvem Make Me (Cry), kterou nazpívala s Labrinth.

## Filmografie
| Rok       | Název                                   | Role                            | Poznámky                                     |
| --------- | --------------------------------------- | ------------------------------- | -------------------------------------------- |
| 2003–2004 | Doc                                     | Gracie Herbert                  | seriál (6 epizod)                            |
| 2008      | Mostly Ghostly: Who Let the Ghosts Out? | jedna z koledníků na Halloweena | televizní film                               |
| 2008      | Ponyo                                   | Ponyo (dabing)                  | anglická verze                               |
| 2009      | Hannah Montana: The Movie               | Little Dancing Girl             | Uncredited                                   |
| 2006–2010 | Hannah Montana                          | malé nepatrné role              | seriál (6 epizod)                            |
| 2012      | The Joey & Elise Show                   | Guest – Herself                 | TV series (1 episode: "A Place Called Home") |
| 2012      | The Hugo & Rita Show                    | Hugo and Rita                   | seriál (4 epizody)                           |
| 2014      | Take 2                                  | Deb / Adamley / Allison         | seriál (3 epizod)                            |

## Diskografie

### Singles
| Rok  | Píseň              | Zpěváci                    |
| ---- | ------------------ | -------------------------- |
| 2009 | "Ponyo Theme Song" | Noah Cyrus & Frankie Jonas |
| 2017 | "Slow"             | Matoma & Noah Cyrus        |
| 2019 | "Ecstasy"          | Xxxtentacion & Noah Cyrus  |